# Halichoeres chierchiae
Halichoeres chierchiae Di Caporiacco, 1948 è un pesce di acqua salata appartenente alla famiglia Labridae.

## Distribuzione e habitat
Proviene dalle barriere coralline dell'oceano Pacifico; il suo areale si estende lungo la costa ovest dell'America, dal golfo di California al Perù. Vive sia in zone con fondali rocciosi che in zone sabbiose, anche se non sembra prediligere i substrati ricchi di detriti o di fango; raggiunge anche i 70 m di profondità.

## Descrizione
Presenta un corpo allungato, leggermente compresso ai lati e con la testa dal profilo appuntito; la lunghezza massima registrata è di 17,5 cm.
La colorazione, sempre piuttosto appariscente, cambia abbastanza durante la vita del pesce. Il colore prevalente nei giovani è il rosso, spesso tendente al rosa, e sui fianchi sono sempre presenti striature verdastre irregolari. Sotto l'occhio è presente una macchia gialla ampia, che si estende su tutta la parte inferiore della testa fino alla bocca. Le pinne sono rosse e verdi pallide come il corpo, e non particolarmente alte.
I maschi adulti sono verdi pallidi, anche se sulla gola continua ad esserci la macchia gialla, più estesa ed evidente che nei giovani. Due ampie strisce verdi scure-grigiastre dai bordi molto irregolari attraversano orizzontalmente il corpo fino al peduncolo caudale, una a metà e una sul dorso. Le pinne tendono al rossastro, e la pinna caudale ha il margine arrotondato. Circa a metà del corpo è presente una macchia nera di forma quasi rotonda, con il bordo rosso.

## Biologia

### Alimentazione
La sua dieta, carnivora, è composta soprattutto da piccoli invertebrati acquatici come crostacei granchi, echinodermi, in particolare ricci di mare e stelle marine, e molluschi.

### Riproduzione
È oviparo e la fecondazione è esterna; non ci sono cure nei confronti delle uova.

## Conservazione
Questa specie non è di alcun interesse per la pesca ed è poco diffusa negli acquari, quindi viene classificata come "a rischio minimo" (LC) dalla lista rossa IUCN perché non sembra essere minacciata da particolari pericoli.